# Fulton (Dacota do Sul)
Fulton é uma cidade  localizada no estado norte-americano de Dakota do Sul, no Condado de Hanson.

## Demografia
Segundo o censo norte-americano de 2000, a sua população era de 86 habitantes.
Em 2006, foi estimada uma população de 102, um aumento de 16 (18.6%).

## Geografia
De acordo com o United States Census Bureau tem uma área de
2,2 km², dos quais 2,2 km² cobertos por terra e 0,0 km² cobertos por água.

## Localidades na vizinhança
O diagrama seguinte representa as localidades num raio de 24 km ao redor de Fulton.